# الان ستولن
الان ستولن (بالألمانية: Alan Stulin)‏ (5 يونيو 1990 في بولندا - ) هو لاعب كرة قدم ألماني وبولندي في مركز الظهير. شارك مع منتخب بولندا تحت 19 سنة لكرة القدم ومنتخب بولندا تحت 21 سنة لكرة القدم. أما مع النوادي، فقد لعب مع نادي كايزرسلاوترن وGKS Bełchatów ‏ وفورماتيا فورمز ‏.

## روابط خارجية
- الان ستولن على موقع قاعدة بيانات كرة القدم.إي يو (الإنجليزية)
- الان ستولن على موقع بيانات كرة القدم. دي إي (الألمانية)
- الان ستولن على موقع Soccerway.com (الإنجليزية)
- الان ستولن على موقع عالم كرة القدم.نت (الإنجليزية)